# フェリー通り

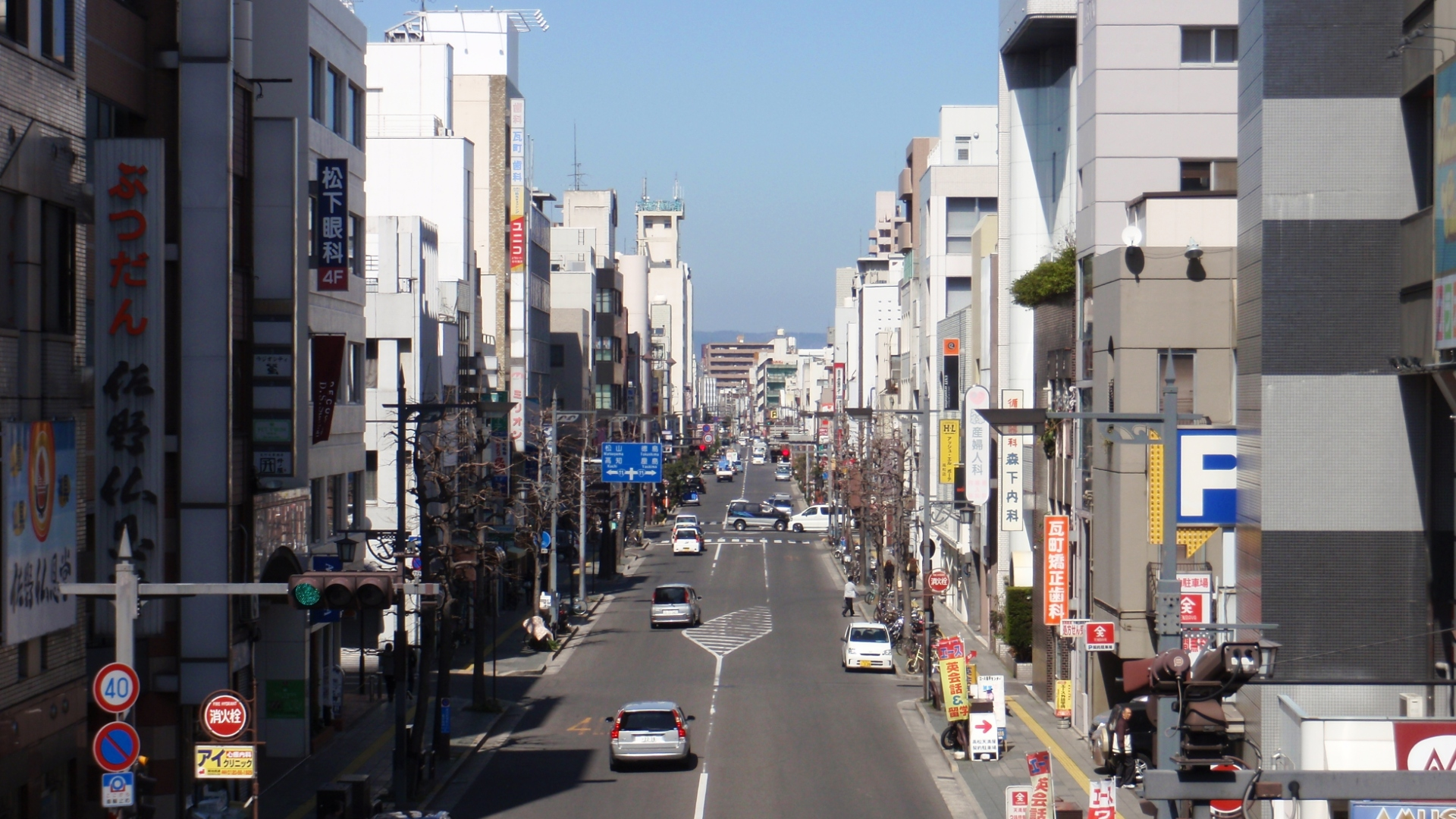
瓦町駅前のペデストリアンデッキ上からみた当線

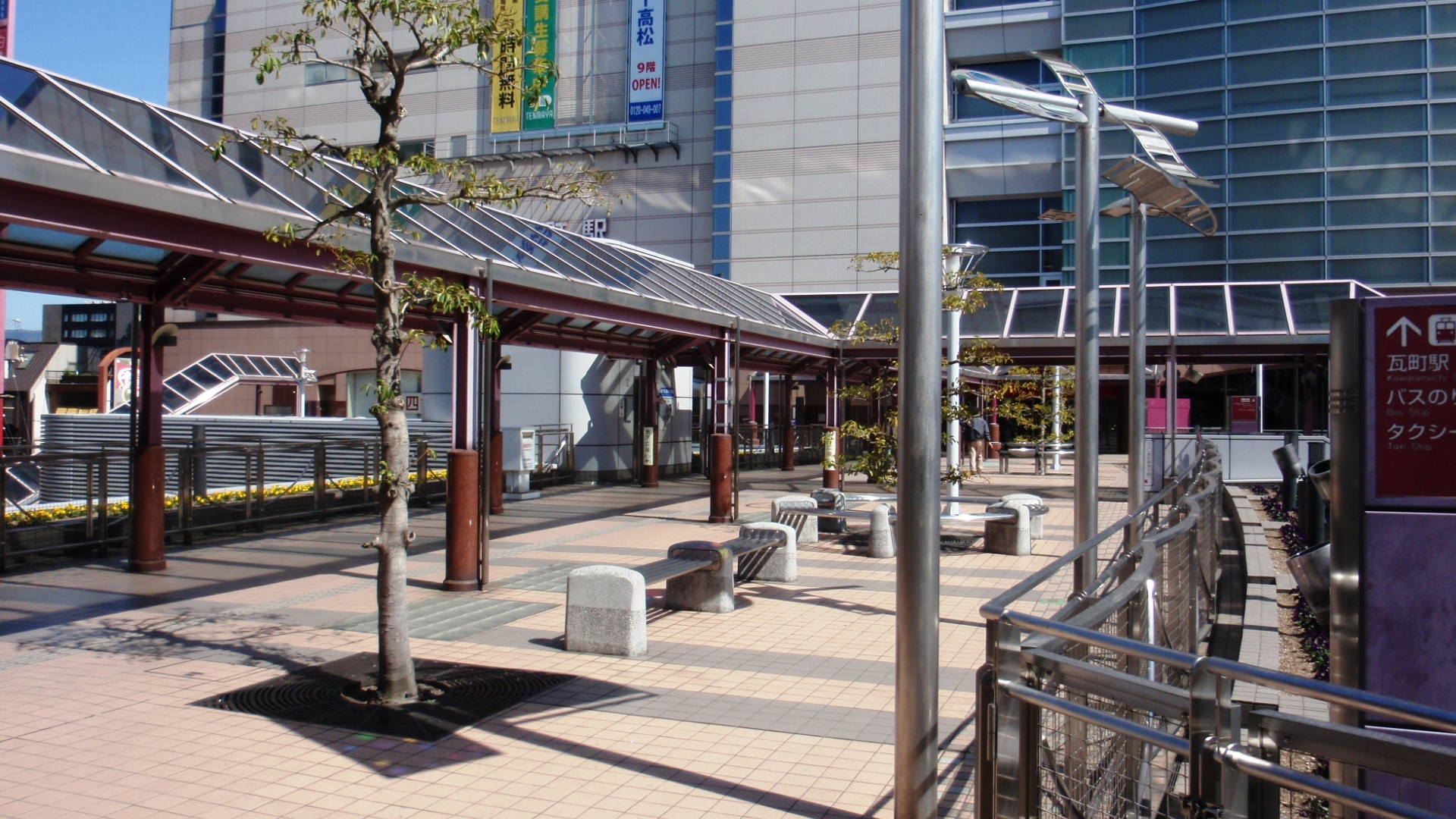
瓦町駅前のペデストリアンデッキ

フェリー通り（-どおり）は、香川県高松市の宇高国道フェリー前交差点から観光通1丁目交差点に至る全長約1.7kmにおける高松市道魚屋町栗林線の愛称である。
愛称の由来は、起点付近に宇高国道フェリーやその西側にも四国フェリー宇野行きの乗り場があったことによるもので、1988年1月28日に制定された。

## 概要
- 当道路と瀬戸大橋通り（さぬき浜街道）との交点には本町踏切交差点がある。この交差点は、中心に高松琴平電気鉄道琴平線の踏切が存在している上に南東方向からの市道も交わる変則五差路となっているが信号機が無く、当線を直進していてもさぬき浜街道から流入してくる車の切れ目を縫って直進しなければならない。また、交差点内部に入ると常にあらゆる方向から来る自動車の安全確認を行わなければならないほか、浜街道部分には踏切前後に歩行者横断用の信号機（押しボタン式）が設置されているため、信号待ちの渋滞が発生している場合も多く、踏切へ進入するタイミングを見計らう必要がある。この本町踏切の危険性は、四国新聞の「追跡」（2005年6月19日付）[2]やRSKイブニングニュースの「どうにかならぬか」（2010年3月15日放送、山陽放送）[3]などのローカルニュースの報道特集でしばしば取り上げられる。当初は琴平線を高架化する予定だったが、事業主体である香川県の財政難や琴電の経営破たんなどの事情から、最終的に事業は中止になり、現状のままとなっている。
- 百間町から古馬場町までは歓楽街となっており、風俗店などが軒を連ねている。
- 瓦町駅前にある瓦町駅前広場は面積3,970m2の都市型の駅前広場となっており、バス停のロータリーがあるほか、当線の上部にはペデストリアンデッキが存在する。
- 瓦町駅以南は同駅を経由する南行きと東行きのバスが中央通りや観光通りへ流出する際のルートとなっているためバスの通行台数が多い。
- 当線の幅員は18mと対面通行道路にしては広く、車道の幅員が広く取られているため、路肩にはタクシーや荷捌きのトラックなどが停車できるスペースが確保されている。

## 路線データ
- 本線（Google マップ）
  - 起点：香川県高松市北浜町・宇高国道フェリー前交差点
  - 終点：香川県高松市常磐町二丁目・観光通1丁目交差点
- 総延長：1.7km
- 幅員：18m
- 車線数：2車線

## 都市計画道路指定
都市計画道路魚屋町栗林線はフェリー通りの属する市道魚屋町栗林線の全線からなる。1946年6月5日、戦災復興院告示第39号により指定。車線数・名称の変更などを除く最終決定日は1978年12月21日。最終告示は、2004年5月17日の香川県告示第354号。
都市計画道路魚屋町栗林線
- 指定部分：全線
- 路線番号：3・4・119
- 指定日：1946年6月5日

## 沿線施設
- 宇高国道フェリー乗り場
- 高松城東の丸
- 香川県県民ホール（レクザムホール）
- 香川県立ミュージアム（旧香川県歴史博物館）
- 高松中央商店街
- ことでん瓦町駅

## 重複区間
なし

## 通過する自治体
- 香川県高松市

## 交差・接続している道路
| 接続する道路 西← ＜フェリー通り＞ →東                               | 接続する道路 西← ＜フェリー通り＞ →東                               | 交差点             | 交差点 |
| ------------------------------------------------------------------- | ------------------------------------------------------------------- | ------------------ | ------ |
| 国道30号海上区間（岡山県玉野市宇野港方面）                          |                                                                     |                    |        |
| ＜水城通り＞ 国道30号                                               | 市道高松港海岸線                                                    | 宇高国道フェリー前 | 高松市 |
| ＜瀬戸大橋通り＞ 市道高松海岸線                                     | ＜瀬戸大橋通り＞ 市道高松海岸線                                     | 本町踏切           | 高松市 |
| 県道159号高松港線                                                   | 県道159号高松港線                                                   | （丸の内）         | 高松市 |
| ＜片原町商店街＞ 市道片原町沖松島線                                 | ＜片原町商店街＞ 市道片原町沖松島線                                 | （片原町）         | 高松市 |
| ＜美術館通り＞ 市道二番町築地線                                     | 市道二番町築地線                                                    | 今新町             | 高松市 |
| 国道11号高松北バイパス                                              | 国道11号高松北バイパス                                              | 瓦町1丁目          | 高松市 |
| ＜菊池寛通り＞ 市道天神前瓦町線                                     | 市道瓦町112号線 （瓦町駅前広場）                                    | 琴電瓦町駅前       | 高松市 |
| ＜常磐町商店街＞ 市道亀井町常磐町線                                 | 市道瓦町112号線 （瓦町駅前広場）                                    | 常磐街東口         | 高松市 |
| ＜観光通り＞ 県道43号中徳三谷高松線旧道 （県道155号牟礼中新線重複） | ＜観光通り＞ 県道43号中徳三谷高松線旧道 （県道155号牟礼中新線重複） | 観光通1丁目        | 高松市 |
| 市道魚屋町栗林線（藤塚町方面）                                      |                                                                     |                    |        |